# WISE J1741+2553
WISE J1741+2553 – brązowy karzeł należący do typu widmowego T, znajdujący się w gwiazdozbiorze Herkulesa w odległości około 18 lat świetlnych. Brązowy karzeł został odkryty przez astronomów Leibniz Institute for Astrophysics Potsdam przy użyciu teleskopu kosmicznego WISE. Jest to jeden z obiektów najbliższych Słońca.